# Petrorossia rufiventris
Petrorossia rufiventris är en tvåvingeart som beskrevs av Zaitzev 1966. Petrorossia rufiventris ingår i släktet Petrorossia och familjen svävflugor. Inga underarter finns listade i Catalogue of Life.